# Septembre 2011 en sport
Pour un article plus général, voir 2011 en sport.
Cette page concerne l'actualité sportive du mois de septembre 2011

## Faits marquants

### Lundi12 septembre
- Tennis : Novak Djokovic remporte l'US Open en battant Rafael Nadal en quatre sets (6-2, 6-4, 6-73, 6-1). C'est son quatrième titre du Grand chelem, le troisième de la saison[12].

### Dimanche18 septembre
- Basket-ball : l'Espagne conserve son titre en battant la France en finale du championnat d'Europe sur le score de 98 à 85[13].